# Dödsmisshandeln i Stockholm den 6 oktober 2007
Dödsmisshandeln i Stockholm ägde rum natten mot lördagen den 6 oktober 2007, då Riccardo Campogiani (född den 8 oktober 1990) utsattes för brutalt våld av några pojkar på Kungsholmen i Stockholm. Campogiani avled på Sankt Görans sjukhus söndagen den 7 oktober efter att ha legat i koma i ett dygn. Pojkens begravning ägde rum i Gustaf Vasa kyrka den 25 oktober.

## Rättsprocessen

### Häktning av misstänkta
Tre pojkar häktades den 9 oktober på sannolika skäl misstänkta för grov misshandel och vållande till annans död, grovt brott. Fallet fick extra uppmärksamhet på grund av att bilder och personuppgifter på de misstänkta ungdomarna spreds på olika internetforum och andra webbplatser. En av de misstänkta gärningsmännens namn visades av misstag även på SVT:s nyhetssändning på kvällen den 9 oktober.

### Åtal
Den 30 november åtalades fyra pojkar födda 1991 för delaktighet i dödsmisshandeln. Åklagaren yrkade i första hand ansvar för mord. En femte pojke åtalades för misshandel och anstiftan av grov misshandel.

### Tingsrätten
Rättegången i Stockholms tingsrätt avslutades den 17 december. Den 7 januari 2008 föll domen. Tre av pojkarna som var åtalade för mord dömdes för grov misshandel och vållande till annans död, grovt brott. Straffet blev tre års sluten ungdomsvård. Den fjärde pojken som stod åtalad för mord frikändes. Den femte pojken som stod åtalad för misshandel och anstiftan av grov misshandel dömdes bara för anstiftan av misshandel och påföljden blev ungdomsvård.
Alla de fyra dömda pojkarna överklagade domen och yrkade att bli frikända. Åklagaren överklagade också.

### Hovrätten
I mars 2008 inleddes rättegången i Svea hovrätt. Den 15 april tog ett av vittnena, en 16-årig pojke, tillbaka de uppgifter han tidigare lämnat.
Hovrättens dom den 6 maj ändrade inte tingsrättens dom i skuldfrågan för de tre huvudåtalade, men mildrade påföljden från tre till ett års sluten ungdomsvård. Den fjärde huvudåtalade pojken frikändes igen. Den femte pojken blev till skillnad från i tingsrätten också frikänd.
Alla de tre dömda pojkarna överklagade domen och yrkade att bli frikända.

### Högsta domstolen
Högsta domstolen meddelade inte prövningstillstånd. I och med det vann hovrättens dom laga kraft.

### Åtalade

16-åring från Östermalm Tingsrätten: Dömd för grov misshandel och vållande till annans död, grovt brott, till tre års sluten ungdomsvård.[10] Hovrätten: Dömd för grov misshandel och vållande till annans död, grovt brott, till ett års sluten ungdomsvård.
16-åring från Solna Tingsrätten: Dömd för grov misshandel och vållande till annans död, grovt brott, till tre års sluten ungdomsvård. Hovrätten: Dömd för grov misshandel och vållande till annans död, grovt brott, till ett års sluten ungdomsvård.
16-åring från Vasastan Tingsrätten: Dömd för grov misshandel och vållande till annans död, grovt brott, till tre års sluten ungdomsvård. Hovrätten: Dömd för grov misshandel och vållande till annans död, grovt brott, till ett års sluten ungdomsvård.
16-åring från Hammarbyhamnen Tingsrätten: Dömd för anstiftan av misshandel till ungdomsvård. Hovrätten: Frikänd.
16-åring från Vasastan Tingsrätten: Frikänd. Hovrätten: Frikänd.

## Övrigt
Melissa Horns sång "Kungsholmens hamn" är inspirerad av händelsen, så även Florence Valentins sång "Spring Ricco" från albumet med samma namn.

## Bevara oss från gatuvåldet
Ett par dagar efter händelsen startades en grupp på Facebook, kallad "Bevara oss från gatuvåldet", till minne av offret. Gruppen hade efter mindre än ett dygn över 3 000 medlemmar. Redan den 10 november hade gruppen strax under 112 000 medlemmar och initiativtagaren Anton Abele tilldelades Free Your Mind-priset på MTV-galan i München den 1 november.
Den 12 oktober ägde manifestationer rum i Stockholm, Göteborg, Malmö och Köpenhamn. Den som arrangerades i Stockholm samlade cirka 10 000 människor och kallades "Upprop mot Gatuvåld".
Efter manifestationen skapade Anton Abele den ideella föreningen "Stoppa gatuvåldet". Föreningen, som är politiskt och religiöst obunden, arbetar främst med information om medicinska och rättsliga konsekvenser av våld till skolungdomar.